# Jauza (rzeka)
Jauza (ros Яуза) – niewielka rzeka w Rosji, obwodzie moskiewskim, jeden z dwóch (obok Istry) lewych dopływów rzeki Moskwy. Źródło znajduje się na terenie Parku Narodowego „Łosinyj ostrow” w mieście Korolow, ujście natomiast – w centrum Moskwy, tuż przy moście Ustjinskim moście. Całkowita długość rzeki wynosi 48 kilometrów, z czego odcinek w granicach administracyjnych Moskwy ma około 27,6 km.
Rzeka przepływa przez Park Narodowy „Zawidowo”.